# Morti nel 1937
| Questa pagina contiene informazioni ricavate automaticamente dalle voci biografiche con l'ausilio del template Bio e di un bot. L'aggiornamento è periodico e automatico e ricostruisce completamente la pagina. Se manca una persona in questa lista, sei pregato di non aggiungerla, ma accertati piuttosto che la sua voce biografica contenga il template Bio e che i dati anagrafici siano correttamente compilati. Se il template Bio manca, inseriscilo tu stesso o, in alternativa, metti l'avviso {{tmp\|Bio}} che ne segnala la mancanza. Se i dati riportati sono sbagliati, correggi direttamente la voce biografica; le modifiche saranno visibili in questa lista entro pochi giorni. Per chiarimenti vedi il progetto biografie. La lista contiene solo le 889 persone che sono citate nell'enciclopedia e per le quali è stato implementato correttamente il template Bio. Pagina aggiornata al 18 ago 2025. |

## Gennaio(68)
- 1º gennaio - Lodovico Mortara, giurista, magistrato e politico italiano (n. 1855)
- 1º gennaio - Grafton Elliot Smith, anatomista e egittologo britannico (n. 1871)
- 2 gennaio - Ross Alexander, attore statunitense (n. 1907)
- 2 gennaio - Bernard Franklin, ginnasta britannico (n. 1889)
- 2 gennaio - Billy Hunter, allenatore di calcio scozzese (n. 1885)
- 2 gennaio - Filippo Longo, avvocato e politico italiano (n. 1870)
- 3 gennaio - Isidore Ramishvili, politico georgiano (n. 1859)
- 3 gennaio - Perry N. Vekroff, regista, sceneggiatore e attore statunitense (n. 1881)
- 4 gennaio - Paul Behncke, ammiraglio tedesco (n. 1866)
- 4 gennaio - Paolo Morrone, generale e politico italiano (n. 1854)
- 5 gennaio - Lottie Blair Parker, commediografa e attrice statunitense (n. 1858)
- 5 gennaio - Guido Picelli, politico, antifascista e militare italiano (n. 1889)
- 6 gennaio - Felice Bacci, politico italiano (n. 1877)
- 6 gennaio - André Bessette, religioso canadese (n. 1845)
- 6 gennaio - Howard Vaughton, calciatore inglese (n. 1861)
- 7 gennaio - Lando Landucci, giurista e politico italiano (n. 1855)
- 7 gennaio - Vittorio Vernè, generale italiano (n. 1883)
- 8 gennaio - Richard Anschütz, chimico tedesco (n. 1852)
- 8 gennaio - George C. Shedd, scrittore statunitense (n. 1877)
- 8 gennaio - Henry Tonks, pittore e insegnante britannico (n. 1862)
- 9 gennaio - Thomas Kennedy, maratoneta statunitense (n. 1884)
- 10 gennaio - Gabriele Galantara, giornalista e disegnatore italiano (n. 1865)
- 10 gennaio - Julius Stieglitz, chimico e docente statunitense (n. 1867)
- 12 gennaio - Cosimo Pirozzo, anarchico italiano (n. 1912)
- 13 gennaio - Minnie Lou Crosthwaite, insegnante statunitense (n. 1860)
- 13 gennaio - Francesca dell'Incarnazione, religiosa spagnola (n. 1873)
- 13 gennaio - Mario Gigliucci, patriota, ingegnere e imprenditore italiano (n. 1847)
- 13 gennaio - Ion Moța, politico romeno (n. 1902)
- 13 gennaio - Tsunejirō Tomita, judoka giapponese (n. 1865)
- 13 gennaio - Antoine Védrenne, canottiere francese (n. 1878)
- 14 gennaio - Edwin J. Collins, regista britannico (n. 1875)
- 14 gennaio - Francesco De Sarlo, filosofo e psicologo italiano (n. 1864)
- 15 gennaio - Pietro Biginelli, chimico italiano (n. 1860)
- 15 gennaio - Cesare Caravaglios, musicologo, direttore di banda e compositore italiano (n. 1893)
- 15 gennaio - Josef Steinbach, tiratore di fune e sollevatore austriaco (n. 1879)
- 16 gennaio - Louella Carr, attrice statunitense (n. 1899)
- 16 gennaio - Henri Viallemonteil, calciatore francese (n. 1892)
- 17 gennaio - Richard Boleslawski, regista e attore polacco (n. 1889)
- 18 gennaio - Giacomo Ilario, religioso spagnolo (n. 1889)
- 18 gennaio - Francesco Jerace, pittore e scultore italiano (n. 1853)
- 19 gennaio - Celso Cianchi, fantino italiano (n. 1859)
- 19 gennaio - Henri Douvillé, paleontologo e geologo francese (n. 1846)
- 19 gennaio - Aristodemo Giorgini, tenore italiano (n. 1879)
- 19 gennaio - Douglas Robinson, crickettista britannico (n. 1864)
- 20 gennaio - Richard Benno Adam, pittore tedesco (n. 1873)
- 20 gennaio - Giovanni De Alessandri, militare italiano (n. 1895)
- 21 gennaio - Erich Trefftz, matematico e ingegnere tedesco (n. 1888)
- 21 gennaio - Yasin al-Hashimi, militare e politico iracheno (n. 1894)
- 22 gennaio - Domenico Grandi, generale e politico italiano (n. 1849)
- 22 gennaio - Virginia Reiter, attrice teatrale italiana (n. 1862)
- 22 gennaio - Michelangelo Vaccaro, politico e giurista italiano (n. 1854)
- 23 gennaio - Diego Angeli, giornalista, scrittore e critico d'arte italiano (n. 1869)
- 23 gennaio - Orso Mario Corbino, fisico e politico italiano (n. 1876)
- 23 gennaio - Sophie Pagay, attrice austriaca (n. 1860)
- 23 gennaio - Josef Pekař, storico ceco (n. 1870)
- 23 gennaio - Marie Prevost, attrice canadese (n. 1896)
- 24 gennaio - Andrew Jackson Montague, politico statunitense (n. 1862)
- 25 gennaio - Henri Cuvelier, pallanuotista francese (n. 1908)
- 25 gennaio - Rina Monti, scienziata italiana (n. 1871)
- 28 gennaio - George Buckland, giocatore di lacrosse britannico (n. 1883)
- 28 gennaio - Anastasios Metaxas, architetto e tiratore a segno greco (n. 1862)
- 29 gennaio - Marc-Aurèle de Foy Suzor-Coté, pittore e scultore canadese (n. 1869)
- 30 gennaio - Henri Duvernois, scrittore, drammaturgo e sceneggiatore francese (n. 1875)
- 30 gennaio - Alfred Grütter, tiratore a segno svizzero (n. 1860)
- 30 gennaio - Abd al-Karim Ha'iri, religioso iraniano (n. 1859)
- 30 gennaio - Adolf Kohner, imprenditore ungherese (n. 1866)
- 30 gennaio - Georgij Leonidovič Pjatakov, rivoluzionario ucraino (n. 1890)
- 31 gennaio - Marguerite Audoux, scrittrice francese (n. 1863)

## Febbraio(65)
- 2 febbraio - Giovanni Andreozzi, militare italiano (n. 1907)
- 2 febbraio - Reinhold Hanisch, pittore cecoslovacco (n. 1884)
- 3 febbraio - Antonio María De Reyna Manescau, pittore spagnolo (n. 1859)
- 3 febbraio - Eugenio Figoli des Geneys, imprenditore e politico italiano (n. 1845)
- 3 febbraio - Manlio Mazza, musicista, compositore e direttore d'orchestra italiano (n. 1889)
- 3 febbraio - Federico Raffaele, zoologo e biologo italiano (n. 1862)
- 3 febbraio - Nello Toscanelli, politico italiano (n. 1868)
- 4 febbraio - Louis Williquet, sollevatore belga (n. 1894)
- 5 febbraio - André Favory, pittore e illustratore francese (n. 1888)
- 5 febbraio - Francesco La Monaca, scultore, pittore e illustratore italiano (n. 1882)
- 5 febbraio - Lou von Salomé, scrittrice, psicoanalista e biografa tedesca (n. 1861)
- 6 febbraio - Americo Enrico Lauro, regista italiano (n. 1879)
- 6 febbraio - Pier Adolfo Tirindelli, compositore, violinista e direttore d'orchestra italiano (n. 1858)
- 7 febbraio - Charlie Brooks, pistard britannico (n. 1881)
- 7 febbraio - Elihu Root, politico statunitense (n. 1845)
- 7 febbraio - Augustine Francis Schinner, vescovo cattolico statunitense (n. 1863)
- 8 febbraio - Giuseppe Albanese, politico italiano (n. 1878)
- 8 febbraio - Delfino Menotti, baritono italiano (n. 1858)
- 8 febbraio - Camillo Mango, avvocato e politico italiano (n. 1864)
- 9 febbraio - Samuel Shipman, commediografo statunitense (n. 1881)
- 9 febbraio - Emerich Ullmann, chirurgo austriaco (n. 1861)
- 10 febbraio - Franciscus Kenninck, arcivescovo vetero-cattolico olandese (n. 1859)
- 11 febbraio - Vito Allegri, contrabbassista italiano (n. 1870)
- 11 febbraio - Adolf Gaston Eugen Fick, oculista e docente tedesco (n. 1852)
- 11 febbraio - Achille Forti, botanico e mecenate italiano (n. 1878)
- 11 febbraio - Walter Burley Griffin, architetto statunitense (n. 1876)
- 11 febbraio - Vasilij Iosifovič Gurko, generale e nobile russo (n. 1864)
- 12 febbraio - Christopher Caudwell, attivista, scrittore e poeta inglese (n. 1907)
- 13 febbraio - Ernesto Felli, fantino italiano (n. 1875)
- 13 febbraio - Giuseppe Sorge, prefetto e storico italiano (n. 1857)
- 14 febbraio - Franz Böckli, tiratore a segno svizzero (n. 1858)
- 14 febbraio - Erkki Melartin, compositore, direttore d'orchestra e docente finlandese (n. 1875)
- 14 febbraio - Godefroy de Blonay, dirigente sportivo svizzero (n. 1869)
- 15 febbraio - Carl Gottfrid Fineman, meteorologo e imprenditore svedese (n. 1858)
- 15 febbraio - Vincenzo Lancia, pilota automobilistico e imprenditore italiano (n. 1881)
- 15 febbraio - Luigi Lodi, militare e aviatore italiano (n. 1910)
- 16 febbraio - Lojze Bratuž, compositore sloveno (n. 1902)
- 16 febbraio - Paul Graetz, attore tedesco (n. 1889)
- 16 febbraio - Paku Alam VII, sovrano indonesiano (n. 1882)
- 16 febbraio - Francesco Porro de' Somenzi, astronomo italiano (n. 1861)
- 16 febbraio - Tician Tabidze, poeta georgiano (n. 1895)
- 17 febbraio - Francesco Biffi, militare italiano (n. 1908)
- 17 febbraio - Charles Hill Mailes, attore canadese (n. 1870)
- 17 febbraio - Hugo Meisl, calciatore e allenatore di calcio austriaco (n. 1881)
- 18 febbraio - Lamartine G. Hardman, politico statunitense (n. 1856)
- 18 febbraio - Enrique Olaya Herrera, politico colombiano (n. 1880)
- 18 febbraio - Grigorij Konstantinovič Ordžonikidze, politico e rivoluzionario sovietico (n. 1886)
- 19 febbraio - Francis Hepburn Chevallier-Boutell, ingegnere e dirigente sportivo inglese (n. 1851)
- 19 febbraio - Edward Garnett, scrittore e critico letterario inglese (n. 1868)
- 19 febbraio - Hermann Kümmell, chirurgo tedesco (n. 1852)
- 19 febbraio - Horacio Quiroga, scrittore uruguaiano (n. 1878)
- 19 febbraio - Friedrich Weißler, giurista tedesco (n. 1891)
- 20 febbraio - Percy Zachariah Cox, generale e funzionario britannico (n. 1864)
- 20 febbraio - Giovanni Grosoli, imprenditore e politico italiano (n. 1859)
- 21 febbraio - Ferdinando Del Carretto di Novello, militare e politico italiano (n. 1865)
- 23 febbraio - Hans Achelis, archeologo e storico tedesco (n. 1865)
- 23 febbraio - Claude Buckenham, crickettista e calciatore inglese (n. 1876)
- 23 febbraio - Destà Damtù, militare etiope (n. 1892)
- 23 febbraio - Henry Mayo, ammiraglio statunitense (n. 1856)
- 23 febbraio - Giustino Sanchini, vescovo cattolico italiano (n. 1860)
- 24 febbraio - Ettore Bussi, generale italiano (n. 1869)
- 24 febbraio - Guy Standing, attore inglese (n. 1873)
- 24 febbraio - Ernest Webb, marciatore britannico (n. 1874)
- 25 febbraio - Guy Newall, regista, sceneggiatore e attore britannico (n. 1885)
- 28 febbraio - Roberto Zileri Dal Verme, politico italiano (n. 1858)

## Marzo(79)
- 1º marzo - DeWitt Jennings, attore statunitense (n. 1871)
- 3 marzo - Concepción Cabrera de Armida, scrittrice e mistica messicana (n. 1862)
- 3 marzo - Federico Padovani, militare italiano (n. 1912)
- 4 marzo - Louis-Martin de Courten, ufficiale svizzero (n. 1835)
- 5 marzo - Giorgio Zucchelli, militare italiano (n. 1908)
- 6 marzo - Anna Laughlin, attrice statunitense (n. 1885)
- 6 marzo - Oreste Maggio, medico italiano (n. 1875)
- 6 marzo - Achille Monti, medico italiano (n. 1863)
- 6 marzo - Rudolf Otto, teologo e storico delle religioni tedesco (n. 1869)
- 6 marzo - Ernesto Tagliaferri, musicista italiano (n. 1889)
- 7 marzo - Tomas O'Crohan, scrittore irlandese (n. 1856)
- 8 marzo - Howie Morenz, hockeista su ghiaccio canadese (n. 1902)
- 8 marzo - Oskar Näumann, ginnasta tedesco (n. 1876)
- 8 marzo - Albert Verwey, poeta e saggista olandese (n. 1865)
- 9 marzo - Paul Elmer More, critico letterario, filosofo e giornalista statunitense (n. 1864)
- 10 marzo - Harry Lee, velocista statunitense (n. 1877)
- 10 marzo - Evgenij Ivanovič Zamjatin, scrittore e critico letterario russo (n. 1884)
- 11 marzo - Tullio Baroni, militare italiano (n. 1905)
- 11 marzo - Luigi Fuccia, militare italiano (n. 1914)
- 11 marzo - Alexis Granowsky, regista russo (n. 1890)
- 11 marzo - Edoardo Pezzali, militare italiano (n. 1915)
- 11 marzo - Giuseppe Valenti, militare e carabiniere italiano (n. 1899)
- 12 marzo - Giuseppe Bruccoleri, avvocato, giornalista e scrittore italiano (n. 1875)
- 12 marzo - Julius Geppert, farmacologo tedesco (n. 1856)
- 12 marzo - Jenő Hubay, compositore e violinista ungherese (n. 1858)
- 12 marzo - Alberto Liuzzi, generale e calciatore italiano (n. 1898)
- 12 marzo - Charles-Marie Widor, organista e compositore francese (n. 1844)
- 13 marzo - Odoardo Ferragni, paleografo e ornitologo italiano (n. 1850)
- 13 marzo - Elihu Thomson, ingegnere e inventore statunitense (n. 1853)
- 14 marzo - Mario Bertini, militare italiano (n. 1915)
- 14 marzo - Alessandro Lingiardi, militare italiano (n. 1895)
- 14 marzo - Henri Moigneu, calciatore francese (n. 1887)
- 14 marzo - Giovanni Battista Salvatoni, militare italiano (n. 1909)
- 14 marzo - George A. Wright, attore e regista statunitense
- 15 marzo - Leopoldo Caimmi, calciatore italiano (n. 1906)
- 15 marzo - H.P. Lovecraft, scrittore, poeta e critico letterario statunitense (n. 1890)
- 15 marzo - Scipione Riva Rocci, medico italiano (n. 1863)
- 15 marzo - Arnold Spuler, medico, entomologo e politico tedesco (n. 1869)
- 16 marzo - Eduardo Bottigliero, organista e compositore italiano (n. 1864)
- 16 marzo - Austen Chamberlain, politico britannico (n. 1863)
- 16 marzo - Luigi Lagna, militare e aviatore italiano (n. 1918)
- 16 marzo - Benjamin Baker Moeur, politico statunitense (n. 1869)
- 17 marzo - Giovanni Foffani, calciatore italiano (n. 1880)
- 17 marzo - J. Frank Glendon, attore statunitense (n. 1886)
- 18 marzo - Mel Bonis, compositrice francese (n. 1858)
- 18 marzo - Felix Graf von Bothmer, generale tedesco (n. 1852)
- 18 marzo - Aristide Frezza, militare italiano (n. 1888)
- 18 marzo - Gennaro Giuffrè, militare italiano (n. 1913)
- 18 marzo - Bijou Heron, attrice teatrale statunitense (n. 1863)
- 18 marzo - Alexander Oppler, scultore e medaglista tedesco (n. 1869)
- 18 marzo - Charles Haslewood Shannon, pittore e incisore inglese (n. 1863)
- 18 marzo - Luigi Tempini, militare italiano (n. 1911)
- 18 marzo - Auguste Tousset, calciatore francese (n. 1889)
- 19 marzo - Luigi Birarda, militare italiano (n. 1904)
- 19 marzo - Ermenegildo Dal Pan, aviatore e militare italiano (n. 1914)
- 19 marzo - Giovanni Teotini, militare italiano (n. 1914)
- 20 marzo - Arthur Bernède, scrittore e sceneggiatore francese (n. 1871)
- 20 marzo - Domenico Grassi, militare italiano (n. 1909)
- 20 marzo - Harry Vardon, golfista inglese (n. 1870)
- 21 marzo - Sayed Jaffar, hockeista su prato indiano (n. 1911)
- 22 marzo - Mary du Caurroy Tribe, aviatrice e ornitologa inglese (n. 1865)
- 22 marzo - Vladimir Maksimov, attore russo (n. 1880)
- 23 marzo - Helge Rode, scrittore e giornalista danese (n. 1870)
- 24 marzo - Vehbi Dibra, teologo e politico albanese (n. 1867)
- 24 marzo - Bobby Dunn, attore statunitense (n. 1890)
- 25 marzo - John Drinkwater, poeta, drammaturgo e critico letterario inglese (n. 1882)
- 25 marzo - Georges Valmier, pittore, incisore e scenografo francese (n. 1885)
- 26 marzo - Alfred Michaux, avvocato e esperantista francese (n. 1859)
- 27 marzo - Alberto Nin Frías, scrittore uruguaiano (n. 1878)
- 27 marzo - Gustave Surand, pittore e scultore francese (n. 1860)
- 28 marzo - Ettore Burzi, pittore italiano (n. 1872)
- 28 marzo - James Flanagan, canottiere statunitense (n. 1878)
- 28 marzo - Otto Meister, ingegnere svizzero (n. 1873)
- 29 marzo - Claude Holgate, lottatore statunitense (n. 1872)
- 29 marzo - Friedrich Lorentz, storico e linguista tedesco (n. 1870)
- 29 marzo - Ljudevit Pivko, insegnante, patriota e ufficiale sloveno (n. 1880)
- 29 marzo - Karol Szymanowski, compositore e pianista polacco (n. 1882)
- 29 marzo - Giuseppe Vandelli, filologo, italianista e critico letterario italiano (n. 1865)
- 30 marzo - T. Roy Barnes, attore inglese (n. 1880)

## Aprile(57)
- 1º aprile - Norberto Pazzini, pittore italiano (n. 1856)
- 2 aprile - Edward Laemmle, regista e produttore cinematografico statunitense (n. 1887)
- 2 aprile - Cécile Tormay, scrittrice, attivista e traduttrice ungherese (n. 1876)
- 3 aprile - Maria Teresa Casini, religiosa italiana (n. 1864)
- 3 aprile - Giovanni di Gesù e Maria, presbitero spagnolo (n. 1895)
- 4 aprile - Mulay Abd al-Hafiz, sultano marocchino (n. 1875)
- 4 aprile - Vittorino Era, militare italiano (n. 1891)
- 4 aprile - Vittorio Zippel, politico italiano (n. 1860)
- 5 aprile - José Benlliure y Gil, pittore spagnolo (n. 1855)
- 6 aprile - Gyula Juhász, poeta e giornalista ungherese (n. 1883)
- 6 aprile - Lloyd Lonergan, sceneggiatore e regista statunitense (n. 1870)
- 7 aprile - Helen Burgess, attrice statunitense (n. 1916)
- 7 aprile - Georges Chicotot, medico, artista e militare francese (n. 1855)
- 7 aprile - Antonio Cieri, anarchico italiano (n. 1898)
- 9 aprile - William Bassett, dirigente sportivo, allenatore di calcio e calciatore inglese (n. 1869)
- 9 aprile - Friedrich Bödeker, botanico tedesco (n. 1867)
- 9 aprile - Albert Bigelow Paine, scrittore e biografo statunitense (n. 1861)
- 10 aprile - Ralph Ince, regista e attore statunitense (n. 1887)
- 11 aprile - Filoteo Alberini, regista italiano (n. 1867)
- 11 aprile - Nino Basile, storico e storico dell'arte italiano (n. 1866)
- 11 aprile - Luigi Brizzolara, scultore italiano (n. 1868)
- 12 aprile - Abdülhak Hâmid Tarhan, poeta turco (n. 1852)
- 13 aprile - Il'ja Arnol'dovič Il'f, scrittore sovietico (n. 1897)
- 14 aprile - Emilio Danieli, militare italiano (n. 1898)
- 14 aprile - Ned Hanlon, giocatore di baseball e allenatore di baseball statunitense (n. 1857)
- 14 aprile - Giambattista Miliani, politico italiano (n. 1856)
- 17 aprile - William Martin Conway, alpinista, esploratore e politico britannico (n. 1856)
- 18 aprile - Max von Gallwitz, generale e politico tedesco (n. 1852)
- 19 aprile - Gabriele Canelli, giurista italiano (n. 1879)
- 19 aprile - Bruno Geremia, calciatore italiano (n. 1911)
- 19 aprile - William Wheeler, entomologo statunitense (n. 1865)
- 20 aprile - Jeanne Filleul-Brohy, giocatrice di croquet francese (n. 1867)
- 20 aprile - James Gillett, politico statunitense (n. 1860)
- 20 aprile - Fredric Hope, scenografo statunitense (n. 1900)
- 20 aprile - Giulio Masini, politico e medico italiano (n. 1853)
- 20 aprile - Virgilio Ranzato, compositore italiano (n. 1882)
- 21 aprile - George Caridia, tennista britannico (n. 1869)
- 22 aprile - Arthur Edmund Carewe, attore statunitense (n. 1884)
- 22 aprile - Ludwig Schmitz-Kallenberg, storico, archivista e diplomatista tedesco (n. 1867)
- 24 aprile - Pietro Biffis, medico, militare e politico italiano (n. 1883)
- 24 aprile - Pasquale Taraffo, chitarrista italiano (n. 1887)
- 24 aprile - María del Refugio Aguilar y Torres, religiosa messicana (n. 1866)
- 25 aprile - Artturi Aalto, politico e giornalista finlandese (n. 1876)
- 26 aprile - Mary Goelet, socialite statunitense (n. 1878)
- 26 aprile - Friedrich Lang, aviatore austro-ungarico (n. 1894)
- 26 aprile - Béla von Kehrling, tennista, tennistavolista e calciatore ungherese (n. 1891)
- 27 aprile - Antonio Gramsci, politico, filosofo e politologo italiano (n. 1891)
- 27 aprile - Luis Medina Barrón, generale e diplomatico messicano (n. 1871)
- 27 aprile - Theodoor Hendrik van de Velde, ginecologo olandese (n. 1873)
- 28 aprile - Frederick Guest, politico inglese (n. 1875)
- 28 aprile - Michele Marrone, militare e calciatore italiano (n. 1910)
- 28 aprile - John Garland Pollard, politico statunitense (n. 1871)
- 29 aprile - Wallace Carothers, chimico statunitense (n. 1896)
- 29 aprile - Renato Fabrizi, antifascista italiano (n. 1910)
- 29 aprile - Harry Stapley, calciatore inglese (n. 1883)
- 29 aprile - Bruno Vittori, militare e aviatore italiano (n. 1910)
- 29 aprile - Mary Wyndham, nobildonna inglese (n. 1862)

## Maggio(57)
- 1º maggio - Snitz Edwards, attore ungherese (n. 1868)
- 1º maggio - Fanny Marc, scultrice francese (n. 1858)
- 2 maggio - Arthur Somervell, compositore inglese (n. 1863)
- 2 maggio - Paolo Vetri, pittore italiano (n. 1855)
- 3 maggio - George Henry Fox, dermatologo statunitense (n. 1846)
- 3 maggio - John Keir, generale britannico (n. 1856)
- 3 maggio - Cosme Rennella, aviatore italiano (n. 1890)
- 3 maggio - David Supino, politico e giurista italiano (n. 1850)
- 3 maggio - Enea Tallone, architetto italiano (n. 1876)
- 3 maggio - Angelo Vernazza, pittore italiano (n. 1869)
- 4 maggio - Noel Rosa, cantautore, chitarrista e compositore brasiliano (n. 1910)
- 5 maggio - Camillo Berneri, filosofo, scrittore e anarchico italiano (n. 1897)
- 5 maggio - Şehzade Mehmed Selim, principe ottomano (n. 1870)
- 6 maggio - Angiolo Cabrini, sindacalista, politico e giornalista italiano (n. 1869)
- 6 maggio - Paolo Luigioni, entomologo e biologo italiano (n. 1873)
- 6 maggio - Roggero Musmeci Ferrari Bravo, scrittore italiano (n. 1868)
- 7 maggio - Giovanni Alfredo Cesareo, poeta, critico letterario e drammaturgo italiano (n. 1860)
- 9 maggio - Harry Barton, architetto statunitense (n. 1876)
- 10 maggio - Paul Chabas, pittore francese (n. 1869)
- 10 maggio - Costanzo Rinaudo, storico e politico italiano (n. 1847)
- 11 maggio - Afonso Costa, avvocato e politico portoghese (n. 1871)
- 11 maggio - Viliam Figuš-Bystrý, compositore, pianista e direttore d'orchestra slovacco (n. 1875)
- 11 maggio - Ellen Hansell, tennista statunitense (n. 1869)
- 12 maggio - Carl Emil Pettersson, marinaio svedese (n. 1875)
- 12 maggio - Samuel Alexander Kinnier Wilson, neurologo britannico (n. 1878)
- 12 maggio - Jorge de Paiva, schermidore portoghese (n. 1887)
- 13 maggio - John Clem, generale statunitense (n. 1851)
- 13 maggio - Edward Gould, golfista statunitense (n. 1874)
- 13 maggio - Cecil Meares, militare e esploratore irlandese (n. 1877)
- 13 maggio - Ferdinando Micheli, medico e patologo italiano (n. 1872)
- 14 maggio - Charles Homer Haskins, storico statunitense (n. 1870)
- 15 maggio - Serafino Migazzo, militare italiano (n. 1893)
- 15 maggio - Philip Snowden, I visconte Snowden, politico britannico (n. 1864)
- 18 maggio - Ernesto Bazzaro, scultore e incisore italiano (n. 1859)
- 18 maggio - Christine e Léa Papin, criminale francese (n. 1905)
- 19 maggio - Jai Singh Prabhakar Bahadur, principe indiano (n. 1882)
- 20 maggio - Angelo Giacinto Scapardini, arcivescovo cattolico italiano (n. 1861)
- 21 maggio - Adolfo Avena, ingegnere e architetto italiano (n. 1860)
- 21 maggio - Polifemo Orsini, fantino italiano (n. 1891)
- 22 maggio - Mario Fasulo, militare italiano (n. 1912)
- 23 maggio - John Davison Rockefeller, imprenditore statunitense (n. 1839)
- 23 maggio - Augustin Joseph Schulte, presbitero statunitense (n. 1856)
- 24 maggio - Luigi Bazoli, avvocato e politico italiano (n. 1866)
- 25 maggio - Florence Balcombe, britannica (n. 1858)
- 25 maggio - Mario Cucca, militare italiano (n. 1894)
- 25 maggio - Henry Ossawa Tanner, pittore statunitense (n. 1859)
- 26 maggio - Charles Henry Fromuth, pittore statunitense (n. 1858)
- 26 maggio - Karel Kramář, politico cecoslovacco (n. 1860)
- 26 maggio - Vladimir Ivanovič Nevskij, storico e rivoluzionario russo (n. 1876)
- 26 maggio - Vladimir Michajlovič Smirnov, rivoluzionario e politico russo (n. 1887)
- 27 maggio - Frank Grant, giocatore di baseball statunitense (n. 1865)
- 28 maggio - Alfred Adler, psichiatra, psicoanalista e psicologo austriaco (n. 1870)
- 28 maggio - Salvatore Pagliano, magistrato e politico italiano (n. 1852)
- 30 maggio - Edoardo Gioja, pittore, decoratore e fotografo italiano (n. 1862)
- 31 maggio - Jan Borisovič Gamarnik, generale e politico sovietico (n. 1894)
- 31 maggio - Sylvester Zefferino Poli, artigiano, impresario teatrale e imprenditore italiano (n. 1858)
- 31 maggio - Nikolaj Aleksandrovič Uglanov, rivoluzionario e politico russo (n. 1886)

## Giugno(73)
- 1º giugno - Ljubomir Miletič, slavista bulgaro (n. 1863)
- 1º giugno - Vasilij Škafer, tenore e regista teatrale russo (n. 1867)
- 2 giugno - Salvatore Sassi, militare e aviatore italiano (n. 1910)
- 2 giugno - Louis Vierne, organista e compositore francese (n. 1870)
- 3 giugno - Gino Frascari, calciatore italiano (n. 1915)
- 3 giugno - Emilio Mola, generale spagnolo (n. 1887)
- 4 giugno - Fernand Cabrol, teologo e abate francese (n. 1855)
- 4 giugno - Emmett J. Flynn, regista statunitense (n. 1892)
- 4 giugno - Helmut Hirsch, artista e attivista tedesco (n. 1916)
- 5 giugno - Aldo Pini, militare italiano (n. 1904)
- 5 giugno - Guido Presel, militare e aviatore italiano (n. 1913)
- 6 giugno - Adalbert Deșu, calciatore rumeno (n. 1909)
- 6 giugno - Agostino Zampini, vescovo cattolico italiano (n. 1858)
- 7 giugno - Charles Brown, giocatore di roque statunitense (n. 1867)
- 7 giugno - Alphonse Decuyper, pallanuotista francese (n. 1877)
- 7 giugno - Jean Harlow, attrice statunitense (n. 1911)
- 7 giugno - Monroe Owsley, attore statunitense (n. 1900)
- 7 giugno - Roy Watson, attore statunitense (n. 1876)
- 8 giugno - Alberto Nepoti, attore e regista italiano (n. 1876)
- 8 giugno - Antoni Rubió i Lluch, grecista e scrittore spagnolo (n. 1856)
- 9 giugno - Carlo Rosselli, antifascista, giornalista e filosofo italiano (n. 1899)
- 9 giugno - Nello Rosselli, storico, giornalista e antifascista italiano (n. 1900)
- 10 giugno - Robert Borden, politico canadese (n. 1854)
- 10 giugno - Mario Carrara, medico e antifascista italiano (n. 1866)
- 11 giugno - José Lacalle, clarinettista, compositore e direttore d'orchestra spagnolo (n. 1859)
- 11 giugno - Reginald Joseph Mitchell, ingegnere aeronautico britannico (n. 1895)
- 12 giugno - Bruno Banchini, pallonista italiano (n. 1857)
- 12 giugno - Iona Jakir, generale sovietico (n. 1896)
- 12 giugno - Michail Nikolaevič Tuchačevskij, generale sovietico (n. 1893)
- 12 giugno - Marija Il'inična Ul'janova, rivoluzionaria, politica e giornalista russa (n. 1878)
- 14 giugno - Hans Hartmann, alpinista e fisiologo tedesco (n. 1908)
- 15 giugno - Rupert Fankhauser, alpinista, operaio e sportivo austriaco (n. 1909)
- 15 giugno - Adolf Göttner, alpinista e naturalista tedesco (n. 1914)
- 15 giugno - Günther Hepp, alpinista e medico tedesco (n. 1909)
- 15 giugno - Martin Pfeffer, alpinista e architetto tedesco (n. 1908)
- 15 giugno - Karl Wien, alpinista e geografo tedesco (n. 1906)
- 16 giugno - Vitale Giambone, partigiano italiano (n. 1894)
- 16 giugno - Mollie Kyle, nativa americana (n. 1886)
- 16 giugno - Aleksandr Grigor'evič Červjakov, rivoluzionario e politico azero (n. 1892)
- 17 giugno - Marvel Rea, attrice statunitense (n. 1901)
- 18 giugno - Aleksej Andreevič Bjalynickij-Birulja, zoologo e esploratore russo (n. 1864)
- 18 giugno - Pierre Bodard, pittore francese (n. 1881)
- 18 giugno - Gaston Doumergue, politico francese (n. 1863)
- 18 giugno - Giuseppe Massina, militare italiano (n. 1901)
- 19 giugno - J. M. Barrie, scrittore e drammaturgo scozzese (n. 1860)
- 19 giugno - Man Afraid Soap, giocatore di lacrosse canadese (n. 1869)
- 19 giugno - Willy den Turk, nuotatrice olandese (n. 1908)
- 20 giugno - Gerolamo Biscaro, giurista e storico italiano (n. 1858)
- 20 giugno - Clarence Clark, tennista statunitense (n. 1859)
- 20 giugno - Aleksandr Frizon, vescovo cattolico russo (n. 1875)
- 21 giugno - Luigi Battistelli, avvocato e partigiano italiano (n. 1893)
- 22 giugno - Ludwig Bachmann, biografo e storico tedesco (n. 1856)
- 22 giugno - Eric Campbell Geddes, imprenditore e politico britannico (n. 1875)
- 22 giugno - Andrés Nin, politico e antifascista spagnolo (n. 1892)
- 22 giugno - Jean-Joseph Rabearivelo, poeta e scrittore malgascio (n. 1903)
- 23 giugno - Yisroel Chaim Daiches, rabbino e religioso lituano (n. 1851)
- 23 giugno - H. M. Walker, sceneggiatore statunitense (n. 1885)
- 24 giugno - William Wordsworth Fisher, ammiraglio britannico (n. 1875)
- 24 giugno - Ángel Mentasti, produttore cinematografico italiano (n. 1877)
- 25 giugno - Colin Clive, attore britannico (n. 1900)
- 26 giugno - John Charles Clegg, calciatore inglese (n. 1850)
- 26 giugno - Adam Ludwik Czartoryski, nobile polacco (n. 1872)
- 26 giugno - Adolf Erman, egittologo tedesco (n. 1854)
- 26 giugno - Minoru Murata, regista e attore giapponese (n. 1894)
- 26 giugno - Charles Sellon, attore statunitense (n. 1870)
- 26 giugno - Václav Tille, scrittore ceco (n. 1867)
- 27 giugno - Bertha Worms, pittrice e insegnante francese (n. 1868)
- 28 giugno - Max Adler, filosofo, sociologo e politico austriaco (n. 1873)
- 28 giugno - Ľudovít Čordák, pittore slovacco (n. 1864)
- 28 giugno - Adolfo Giaquinto, poeta, cuoco e giornalista italiano (n. 1846)
- 28 giugno - Edi Steinemann, ginnasta svizzero (n. 1906)
- 29 giugno - Adrien Buttafocchi, ciclista su strada francese (n. 1907)
- 29 giugno - Silvio Longhi, magistrato e giurista italiano (n. 1865)

## Luglio(64)
- 1º luglio - Michail Ivanovič Brusnev, ingegnere e esploratore russo (n. 1864)
- 1º luglio - Anatolij Gekker, generale sovietico (n. 1888)
- 2 luglio - Nikolaj Maksimovič Minskij, poeta e filosofo russo (n. 1855)
- 3 luglio - Antonietta Meo, italiana (n. 1930)
- 3 luglio - Giovanni Enrico Vidali, attore e regista italiano (n. 1869)
- 4 luglio - Ottó Hellmich, ginnasta ungherese (n. 1874)
- 5 luglio - Ned Sawyer, golfista statunitense (n. 1882)
- 6 luglio - Ernesto Badini, baritono italiano (n. 1876)
- 6 luglio - Frank Schreiner, pallanuotista statunitense (n. 1879)
- 7 luglio - Gino Passeri, militare e aviatore italiano (n. 1911)
- 8 luglio - Diana Abgar, scrittrice e filantropa armena (n. 1859)
- 8 luglio - Aksel Bakunts, scrittore, traduttore e sceneggiatore armeno (n. 1899)
- 9 luglio - Luigi Azzini, ciclista su strada italiano (n. 1884)
- 9 luglio - Oliver Law, sindacalista statunitense (n. 1900)
- 10 luglio - Attilio Brugnoli, pianista italiano (n. 1880)
- 11 luglio - George Gershwin, compositore, pianista e direttore d'orchestra statunitense (n. 1898)
- 11 luglio - Keene Thompson, sceneggiatore statunitense (n. 1885)
- 12 luglio - Hugo Charteris, XI conte di Wemyss, politico scozzese (n. 1857)
- 12 luglio - Gian Antonio Maggi, matematico e fisico italiano (n. 1856)
- 12 luglio - Alberto Marghieri, giurista e politico italiano (n. 1852)
- 13 luglio - Mychajlo L'vovyč Bojčuk, pittore ucraino (n. 1882)
- 13 luglio - Emmett Dalton, scrittore, attore e pistolero statunitense (n. 1871)
- 13 luglio - Victor Laloux, architetto francese (n. 1850)
- 13 luglio - Evgenij Alekseevič Preobraženskij, rivoluzionario, economista e sociologo sovietico (n. 1886)
- 13 luglio - Eleanor Elkins Widener, filantropa statunitense (n. 1861)
- 14 luglio - Francesco Lanza, mafioso italiano (n. 1872)
- 15 luglio - Giovanni Alice, pubblicista, giornalista e politico italiano (n. 1879)
- 15 luglio - Pietro Mignosi, filosofo e critico letterario italiano (n. 1895)
- 16 luglio - Giuseppe Brignone, attore italiano (n. 1854)
- 16 luglio - George Nathan, militare irlandese (n. 1895)
- 17 luglio - Paul Arndt, archeologo tedesco (n. 1865)
- 17 luglio - Paolo Ferretti, pittore italiano (n. 1864)
- 17 luglio - Percy Gardner, archeologo e numismatico britannico (n. 1846)
- 17 luglio - Gabriel Pierné, compositore, organista e direttore d'orchestra francese (n. 1863)
- 18 luglio - Julian Bell, poeta e scrittore britannico (n. 1908)
- 18 luglio - Dal Clawson, direttore della fotografia statunitense (n. 1885)
- 18 luglio - Robert Fournier-Sarlovèze, giocatore di polo e politico francese (n. 1869)
- 19 luglio - Celestino Bertolone, militare italiano (n. 1886)
- 19 luglio - Agostino Natale Luci, fotografo e pittore italiano (n. 1857)
- 19 luglio - Rochus von Rheinbaben, ambasciatore tedesco (n. 1893)
- 20 luglio - Olga Hahn-Neurath, matematica e filosofa austriaca (n. 1882)
- 20 luglio - Guglielmo Marconi, inventore e imprenditore italiano (n. 1874)
- 21 luglio - Rab Howell, calciatore inglese (n. 1869)
- 21 luglio - Nino Nannetti, antifascista italiano (n. 1906)
- 22 luglio - Leopoldo Ferri, politico italiano (n. 1877)
- 22 luglio - Giuseppe Frua, imprenditore italiano (n. 1855)
- 22 luglio - Augusto Gazelli di Rossana, politico italiano (n. 1855)
- 22 luglio - James Ramsay Hunt, neurologo statunitense (n. 1874)
- 23 luglio - Carlo Centurione Scotto, ingegnere e politico italiano (n. 1862)
- 23 luglio - Quirino Nofri, politico italiano (n. 1861)
- 23 luglio - Varnava, monaco cristiano, vescovo ortodosso e arcivescovo ortodosso serbo (n. 1880)
- 24 luglio - Pietro Magri, religioso e organista italiano (n. 1873)
- 24 luglio - Frederick Sullivan, attore e regista inglese (n. 1872)
- 25 luglio - Jānis Akuraters, scrittore lettone (n. 1876)
- 25 luglio - Vittorio Meoni, pittore, politico e giornalista italiano (n. 1859)
- 25 luglio - Adolphe Rouleau, schermidore francese (n. 1867)
- 25 luglio - Joseph de Caraman Chimay, schermidore francese (n. 1858)
- 26 luglio - Ernst von Delius, pilota automobilistico tedesco (n. 1912)
- 26 luglio - Gerda Taro, fotografa tedesca (n. 1910)
- 27 luglio - Hans Dahl, pittore norvegese (n. 1849)
- 27 luglio - Somerset Gough-Calthorpe, ammiraglio inglese (n. 1865)
- 29 luglio - Georgij Danilov, linguista e africanista sovietico (n. 1897)
- 30 luglio - Alfredo Codona, circense messicano (n. 1893)
- 31 luglio - Louis Dapples, manager svizzera (n. 1867)

## Agosto(75)
- 1º agosto - Ndre Mjeda, poeta e politico albanese (n. 1866)
- 2 agosto - Artur Sirk, politico estone (n. 1900)
- 3 agosto - Fausto Cucchi Boasso, ambasciatore italiano (n. 1864)
- 7 agosto - Henri Lebasque, pittore francese (n. 1865)
- 7 agosto - Takeo Wakabayashi, calciatore giapponese (n. 1907)
- 7 agosto - Carl Winterhoff, attore tedesco (n. 1874)
- 8 agosto - Vasco Agosti, militare italiano (n. 1888)
- 8 agosto - Bernardí Martorell, architetto spagnolo (n. 1877)
- 9 agosto - Ferdinand Canning Scott Schiller, filosofo tedesco (n. 1864)
- 10 agosto - Eustaquio Ilundáin y Esteban, cardinale e arcivescovo cattolico spagnolo (n. 1862)
- 11 agosto - Edith Wharton, scrittrice e poetessa statunitense (n. 1862)
- 11 agosto - Zino Zini, scrittore e filosofo italiano (n. 1868)
- 12 agosto - Pier Giulio Breschi, giornalista, compositore e incisore italiano (n. 1874)
- 12 agosto - Edgecomb Lee Jones, golfista statunitense (n. 1874)
- 12 agosto - Bakr Sidqi, generale iracheno (n. 1890)
- 13 agosto - Sigizmund Aleksandrovič Levanevskij, aviatore sovietico (n. 1902)
- 13 agosto - Ferdinando Pierazzi, politico italiano (n. 1898)
- 13 agosto - Aleksandr Konstantinovič Voronskij, critico letterario russo (n. 1884)
- 14 agosto - Gaetano Manzoni, diplomatico e politico italiano (n. 1871)
- 14 agosto - Antonio Nuzzo, militare italiano (n. 1910)
- 14 agosto - Karl Viktorovič Pauker, militare sovietico (n. 1893)
- 15 agosto - Roberto Ferrari, ginnasta italiano (n. 1889)
- 15 agosto - Carl August Kronlund, giocatore di curling svedese (n. 1865)
- 15 agosto - Orin Upshaw, tiratore di fune statunitense (n. 1874)
- 15 agosto - Giovanni Valentini, militare italiano (n. 1906)
- 16 agosto - Elard von Oldenburg-Januschau, politico tedesco (n. 1855)
- 17 agosto - Marcel Besson, ingegnere francese (n. 1889)
- 17 agosto - Alfonso Chiapparo, aviatore e militare italiano (n. 1902)
- 17 agosto - Gherardo Pantano, generale italiano (n. 1868)
- 18 agosto - Oreste Murani, fisico e politico italiano (n. 1853)
- 18 agosto - Luigi Pernier, archeologo e funzionario italiano (n. 1874)
- 18 agosto - Harry Scrivener, tennista britannico (n. 1865)
- 19 agosto - Ferdinand Faivre, scultore francese (n. 1860)
- 19 agosto - Kita Ikki, filosofo, scrittore e politico giapponese (n. 1883)
- 19 agosto - Ivan Ivanovič Kataev, poeta russo (n. 1902)
- 19 agosto - Joe Lydon, calciatore e pugile statunitense (n. 1878)
- 19 agosto - Carmelo Pujia, arcivescovo cattolico italiano (n. 1852)
- 20 agosto - Hans Wödl, alpinista, imprenditore e scrittore austriaco (n. 1863)
- 21 agosto - Artur Artuzov, agente segreto russo (n. 1891)
- 21 agosto - Raffaele Cotugno, politico e scrittore italiano (n. 1860)
- 21 agosto - Gaetano Giovannetti, militare italiano (n. 1895)
- 21 agosto - Élie Halévy, storico e filosofo francese (n. 1870)
- 21 agosto - Antonio Purificato, militare italiano (n. 1910)
- 23 agosto - Gaetano Franco, militare italiano (n. 1912)
- 23 agosto - Carmelo Palella, militare italiano (n. 1898)
- 23 agosto - Albert Roussel, compositore francese (n. 1869)
- 24 agosto - Marcello Giuggioli, militare e aviatore italiano (n. 1915)
- 25 agosto - Jean Paul Richter, storico dell'arte tedesco (n. 1847)
- 26 agosto - Gilberto Caselli, militare e aviatore italiano (n. 1909)
- 26 agosto - Andrew Mellon, imprenditore, banchiere e politico statunitense (n. 1855)
- 26 agosto - Enrico Schievano, militare e aviatore italiano (n. 1913)
- 27 agosto - Epifanij Akulov, presbitero e religioso russo (n. 1897)
- 27 agosto - Gennaro Barra, militare italiano (n. 1910)
- 27 agosto - Lionel Walter Rothschild, banchiere, politico e zoologo britannico (n. 1868)
- 27 agosto - John Russell Pope, architetto statunitense (n. 1874)
- 28 agosto - Antonio Brancati, militare italiano (n. 1907)
- 28 agosto - Michele Liverani, militare italiano (n. 1894)
- 28 agosto - Frederick Burr Opper, fumettista statunitense (n. 1857)
- 28 agosto - Silvio Paternostro, militare italiano (n. 1893)
- 29 agosto - Harold Barker, canottiere britannico (n. 1889)
- 29 agosto - Edward Boulden, attore statunitense (n. 1879)
- 29 agosto - Germano Del Mastro, militare italiano (n. 1904)
- 29 agosto - Otto Hölder, matematico tedesco (n. 1859)
- 29 agosto - Antonio Caneda Rodríguez, politico spagnolo (n. 1906)
- 29 agosto - Aleksandr Andreevič Svečin, generale e scrittore russo (n. 1878)
- 29 agosto - Bonfiglio Zanardi, militare italiano (n. 1910)
- 30 agosto - Gaetano Bisleti, cardinale italiano (n. 1856)
- 30 agosto - Gaetano Dall'Oro, militare italiano (n. 1913)
- 30 agosto - Edgardo Feletti, militare italiano (n. 1891)
- 30 agosto - Howard Hayes, mezzofondista e velocista statunitense (n. 1877)
- 30 agosto - Panas Ljubčenko, politico sovietico (n. 1897)
- 30 agosto - Adele Sandrock, attrice tedesca (n. 1863)
- 31 agosto - Albert Heim, geologo svizzero (n. 1849)
- 31 agosto - Aristide Rossi, calciatore italiano (n. 1914)
- 31 agosto - Dino Vannucci, medico italiano (n. 1895)

## Settembre(67)
- 2 settembre - Pierre de Coubertin, dirigente sportivo, pedagogo e storico francese (n. 1863)
- 2 settembre - Aleksandr Gavrilovič Šljapnikov, rivoluzionario e politico russo (n. 1885)
- 3 settembre - Gaetano Badii, storico e bibliotecario italiano (n. 1867)
- 3 settembre - François Guiguet, pittore francese (n. 1860)
- 3 settembre - Pietro di Maria, arcivescovo cattolico e diplomatico italiano (n. 1865)
- 4 settembre - Antonio Alonzo, militare italiano (n. 1910)
- 4 settembre - Stefano Bilardello, militare italiano (n. 1893)
- 4 settembre - Juan Campisteguy, politico uruguaiano (n. 1859)
- 4 settembre - Umberto Carrano, militare italiano (n. 1895)
- 4 settembre - Luigi Della Torre, politico e banchiere italiano (n. 1861)
- 4 settembre - Paolo Lugano, militare italiano (n. 1912)
- 4 settembre - Evgenij Bronislavovič Pašukanis, giurista sovietico (n. 1891)
- 4 settembre - Giovanni Salviucci, compositore e critico musicale italiano (n. 1907)
- 5 settembre - Edgard Blochet, orientalista francese (n. 1870)
- 5 settembre - Carlo Pellegrini, pittore e illustratore italiano (n. 1866)
- 6 settembre - Henry Hadley, direttore d'orchestra e compositore statunitense (n. 1871)
- 6 settembre - Giuseppe Vaccari, militare e politico italiano (n. 1866)
- 7 settembre - Michele Bettega, alpinista austriaca (n. 1853)
- 7 settembre - Annie Lorrain Smith, micologa britannica (n. 1854)
- 7 settembre - Giacomo Soliman, militare italiano (n. 1913)
- 8 settembre - Géza Horváth, medico e entomologo ungherese (n. 1847)
- 8 settembre - Ettore Mazzucco, militare e politico italiano (n. 1865)
- 8 settembre - Vincenzo Raciti Romeo, storico italiano (n. 1849)
- 10 settembre - Giovanni Pazzaglia, militare italiano (n. 1908)
- 10 settembre - Domenico Raimondo, militare e medico italiano (n. 1899)
- 10 settembre - Burnett Hillman Streeter, teologo e presbitero inglese (n. 1874)
- 12 settembre - Giuseppe Colli di Felizzano, diplomatico italiano (n. 1870)
- 13 settembre - Višnja Mosić, rivoluzionaria serba (n. 1870)
- 13 settembre - Ellis Parker Butler, scrittore statunitense (n. 1869)
- 13 settembre - David Robertson, rugbista a 15 e golfista scozzese (n. 1869)
- 14 settembre - Francesco Ciccotti Scozzese, giornalista e politico italiano (n. 1880)
- 14 settembre - Tomáš Masaryk, sociologo, filosofo e politico cecoslovacco (n. 1850)
- 15 settembre - Carl Spengler, chirurgo svizzero (n. 1860)
- 16 settembre - Prospero Colonna, nobile e politico italiano (n. 1858)
- 17 settembre - Robert Davidsohn, storico tedesco (n. 1853)
- 17 settembre - Clifford Smith, regista, attore e produttore cinematografico statunitense (n. 1894)
- 19 settembre - Sidney M. Goldin, regista, sceneggiatore e produttore cinematografico ucraino (n. 1878)
- 21 settembre - Julius Bredt, chimico tedesco (n. 1855)
- 21 settembre - Henri Capitant, giurista francese (n. 1865)
- 21 settembre - Antero Gheri, militare italiano (n. 1908)
- 21 settembre - Osgood Perkins, attore statunitense (n. 1892)
- 22 settembre - Ruth Roland, attrice statunitense (n. 1892)
- 23 settembre - Cleto González Víquez, politico costaricano (n. 1858)
- 23 settembre - Alessandro Lustig Piacezzi, medico e anatomista italiano (n. 1857)
- 24 settembre - Giovanni Bellocchio, militare italiano (n. 1908)
- 26 settembre - Vera Ermolaeva, pittrice, grafica e illustratrice russa (n. 1893)
- 26 settembre - Hubert Lefèbvre, rugbista a 15 francese (n. 1878)
- 26 settembre - Teodoro Pascal, chimico e zoologo italiano (n. 1857)
- 26 settembre - Jean-Baptiste Senderens, chimico e presbitero francese (n. 1856)
- 26 settembre - Bessie Smith, cantante statunitense (n. 1894)
- 26 settembre - Lilian Todd, inventrice statunitense (n. 1865)
- 27 settembre - Tonino Benelli, pilota motociclistico italiano (n. 1902)
- 27 settembre - Nygmet Nurmakov, politico kazako (n. 1895)
- 27 settembre - Nestore Pelicelli, religioso, scrittore e fotografo italiano (n. 1871)
- 28 settembre - Gerald Duckworth, editore britannico (n. 1870)
- 28 settembre - Vladimir Jakovlevič Zubcov, scrittore e giornalista sovietico (n. 1895)
- 29 settembre - Manfredi Appiani, militare e aviatore italiano (n. 1909)
- 29 settembre - Sebastiano Bacchini, militare e aviatore italiano (n. 1915)
- 29 settembre - Genaro Estrada, politico, diplomatico e scrittore messicano (n. 1887)
- 29 settembre - Ray Ewry, altista, lunghista e triplista statunitense (n. 1873)
- 29 settembre - Ernst Hoppenberg, nuotatore tedesco (n. 1878)
- 29 settembre - Marcello Pucci, militare italiano (n. 1906)
- 30 settembre - Hubert Bourdot, prete e micologo francese (n. 1861)
- 30 settembre - Mario Fabbriani, militare italiano (n. 1886)
- 30 settembre - Franz Josef Niedenzu, botanico tedesco (n. 1857)
- 30 settembre - Luigi Savorini, bibliotecario, storico e bibliografo italiano (n. 1875)
- 30 settembre - Anthony Sweijs, tiratore a segno olandese (n. 1852)

## Ottobre(62)
- 1º ottobre - Arturo Baranzini, imprenditore, politico e antifascista italiano (n. 1875)
- 3 ottobre - Richard Hertwig, medico e zoologo tedesco (n. 1850)
- 4 ottobre - Michail Liber, politico russo (n. 1880)
- 6 ottobre - Clement Mitchell, calciatore e crickettista inglese (n. 1862)
- 7 ottobre - Angelo Musco, attore italiano (n. 1871)
- 7 ottobre - Renate Müller, attrice e cantante tedesca (n. 1906)
- 8 ottobre - Sergej Klyčkov, poeta, romanziere e traduttore russo (n. 1889)
- 8 ottobre - Melchior Lechter, artista e illustratore tedesco (n. 1865)
- 9 ottobre - August de Boeck, compositore, organista e pedagogo belga (n. 1865)
- 9 ottobre - Ernesto Luigi d'Assia, sovrano tedesco (n. 1868)
- 9 ottobre - Frans Schraven, vescovo cattolico olandese (n. 1873)
- 10 ottobre - Cesare Goldmann, imprenditore e politico italiano (n. 1858)
- 10 ottobre - William Hunter Workman, medico, geografo e esploratore statunitense (n. 1847)
- 10 ottobre - Pietro di Kruticy, religioso e santo russo (n. 1862)
- 10 ottobre - Paul Vaillant-Couturier, scrittore, giornalista e politico francese (n. 1892)
- 11 ottobre - Alceo Dossena, scultore e falsario italiano (n. 1878)
- 12 ottobre - Giuseppe Rigolli, militare e aviatore italiano (n. 1915)
- 13 ottobre - Bekir Çobanzade, letterato ucraino (n. 1893)
- 13 ottobre - Pietro Marussig, pittore italiano (n. 1879)
- 14 ottobre - Cataldo Schiralli, magistrato e politico italiano (n. 1851)
- 14 ottobre - Mysterious Billy Smith, pugile canadese (n. 1871)
- 15 ottobre - James A. Marcus, attore statunitense (n. 1867)
- 15 ottobre - Renato Paresce, pittore e scrittore italiano (n. 1886)
- 15 ottobre - Arthur Zborzil, tennista austriaco (n. 1885)
- 16 ottobre - Hulda Marie Bentzen, fotografa norvegese (n. 1858)
- 16 ottobre - Jean de Brunhoff, scrittore, pittore e illustratore francese (n. 1899)
- 16 ottobre - William Sealy Gosset, statistico inglese (n. 1876)
- 16 ottobre - Alessio Neri, aviatore e militare italiano (n. 1911)
- 17 ottobre - Joseph Bruce Ismay, imprenditore britannico (n. 1862)
- 17 ottobre - Paul Lhérie, tenore e baritono francese (n. 1844)
- 17 ottobre - Frank Morley, matematico britannico (n. 1860)
- 17 ottobre - Giovanni Antonio Porcheddu, ingegnere e imprenditore italiano (n. 1860)
- 18 ottobre - Antonio Ferro, calciatore argentino (n. 1896)
- 18 ottobre - Carlo Fiorilli, politico italiano (n. 1843)
- 19 ottobre - Sergej Eliseev, sollevatore russo (n. 1875)
- 19 ottobre - Giovanni Mercati, militare e medico italiano (n. 1912)
- 19 ottobre - Ernest Rutherford, fisico neozelandese (n. 1871)
- 20 ottobre - Mario Chiodo Grandi, pittore italiano (n. 1872)
- 20 ottobre - Alexander Hoyos, politico austriaco (n. 1876)
- 21 ottobre - Aleksej Pavlovič Čapygin, scrittore russo (n. 1870)
- 21 ottobre - Lucy Diggs Slowe, educatrice, tennista e attivista statunitense (n. 1883)
- 22 ottobre - Chūya Nakahara, poeta giapponese (n. 1907)
- 23 ottobre - Gavril Buciușcan, politico moldavo (n. 1889)
- 23 ottobre - Giovanni Battista Manzella, presbitero e scrittore italiano (n. 1855)
- 23 ottobre - Mychajlo Semenko, poeta ucraino (n. 1892)
- 24 ottobre - Ferdinand Küchler, violinista e compositore tedesco (n. 1867)
- 24 ottobre - Alfred Mortier, giornalista, drammaturgo e traduttore francese (n. 1865)
- 25 ottobre - Benigno Calvi, religioso italiano (n. 1909)
- 25 ottobre - Ezio Maccani, aviatore e militare italiano (n. 1911)
- 26 ottobre - Avedis Bedros XIV Arpiarian, patriarca cattolico armeno (n. 1856)
- 26 ottobre - Elvira Guerra, cavallerizza e circense italiana (n. 1855)
- 26 ottobre - Pierre Waidmann, pittore e scultore francese (n. 1860)
- 27 ottobre - Joseph-Félix Bouchor, pittore francese (n. 1853)
- 27 ottobre - Ernest Eldridge, pilota automobilistico britannico (n. 1897)
- 27 ottobre - Kamilla Krušel'nickaja, religiosa russa (n. 1892)
- 28 ottobre - Martha Gruening, giornalista e poetessa statunitense (n. 1889)
- 29 ottobre - Élie Faure, storico dell'arte e medico francese (n. 1873)
- 29 ottobre - Moyshe Kulbak, poeta e scrittore bielorusso (n. 1896)
- 29 ottobre - Mikhas Čarot, poeta e scrittore bielorusso (n. 1896)
- 30 ottobre - Avel' Enukidze, politico georgiano (n. 1877)
- 30 ottobre - Aleksej Semënovič Kiselëv, politico sovietico (n. 1879)
- 30 ottobre - Vladimir Pavlovič Miljutin, politico sovietico (n. 1884)

## Novembre(66)
- 1º novembre - Milan Gorkić, politico e rivoluzionario jugoslavo (n. 1904)
- 1º novembre - Nusratullo Maksum, politico tagico (n. 1881)
- 2 novembre - Leonardo Bazzaro, pittore italiano (n. 1853)
- 2 novembre - Félix Gaffiot, latinista, lessicografo e pedagogista francese (n. 1870)
- 2 novembre - Venanzio Quadri, religioso italiano (n. 1916)
- 2 novembre - Maude Valérie White, compositrice britannica (n. 1855)
- 3 novembre - Winthrop Ames, impresario teatrale, regista teatrale e sceneggiatore statunitense (n. 1870)
- 3 novembre - Christos Androutsos, teologo greco (n. 1869)
- 4 novembre - Eduardo Ladislao Holmberg, botanico, zoologo e geologo argentino (n. 1852)
- 4 novembre - Giovanni Magistrini, militare e aviatore italiano (n. 1916)
- 5 novembre - Daria de Beauharnais, nobildonna russa (n. 1870)
- 5 novembre - Bolesław Leśmian, poeta polacco (n. 1877)
- 5 novembre - Jack McAuliffe, pugile statunitense (n. 1866)
- 5 novembre - Josef Rovenský, attore e regista ceco (n. 1894)
- 6 novembre - Colin Campbell Cooper, pittore statunitense (n. 1856)
- 7 novembre - Giuseppe Chiovenda, giurista italiano (n. 1872)
- 8 novembre - Francis de Croisset, drammaturgo, librettista e scrittore belga (n. 1877)
- 8 novembre - Giovanni De Briganti, aviatore e militare italiano (n. 1892)
- 9 novembre - Wrexie Leonard, astronoma statunitense (n. 1867)
- 9 novembre - Ramsay MacDonald, politico britannico (n. 1866)
- 9 novembre - Fritz Schnürle, calciatore tedesco (n. 1898)
- 9 novembre - Estácio Coimbra, giurista e politico brasiliano (n. 1872)
- 10 novembre - Nikolaj Petrovič Batalov, attore russo (n. 1899)
- 11 novembre - Uryū Sotokichi, ammiraglio giapponese (n. 1857)
- 13 novembre - Mrs. Leslie Carter, attrice statunitense (n. 1857)
- 13 novembre - Michele Falanga, pittore e poeta italiano (n. 1865)
- 13 novembre - Ugo Scalori, politico e banchiere italiano (n. 1871)
- 13 novembre - Leonard Nicolaas de Jong, compositore di scacchi olandese (n. 1869)
- 14 novembre - Giovanni De Berardinis, matematico italiano (n. 1846)
- 14 novembre - Agostino Dodero, entomologo italiano (n. 1864)
- 14 novembre - Harald Stormoen, attore e regista teatrale norvegese (n. 1872)
- 15 novembre - Eero Järnefelt, pittore e insegnante finlandese (n. 1863)
- 16 novembre - Italo Casini, bobbista italiano (n. 1892)
- 16 novembre - Giorgio Donato d'Assia-Darmstadt, principe tedesco (n. 1906)
- 16 novembre - Cecilia di Grecia, principessa greca (n. 1911)
- 16 novembre - Ermete Stella, musicista italiano (n. 1855)
- 16 novembre - Eleonora di Solms-Hohensolms-Lich, principessa tedesca (n. 1871)
- 17 novembre - Luigi Agretti, pittore e decoratore italiano (n. 1877)
- 17 novembre - Giovanni Grande, pittore italiano (n. 1887)
- 18 novembre - Paolo Camerini, politico e bibliografo italiano (n. 1868)
- 19 novembre - Alfredo Conte, militare italiano (n. 1909)
- 20 novembre - Harold Hackett, tennista statunitense (n. 1878)
- 21 novembre - Henri Caïn, drammaturgo e librettista francese (n. 1857)
- 22 novembre - Augusta Curiel, fotografa surinamese (n. 1873)
- 22 novembre - Philip de László, pittore ungherese (n. 1869)
- 23 novembre - Jagadish Chandra Bose, fisico e botanico indiano (n. 1858)
- 23 novembre - George Albert Boulenger, zoologo e botanico britannico (n. 1858)
- 24 novembre - Albert Sidney Burleson, politico statunitense (n. 1863)
- 25 novembre - Lilian Baylis, produttrice teatrale e manager inglese (n. 1874)
- 25 novembre - Alessandro Padoa, matematico italiano (n. 1868)
- 26 novembre - Ėmmanuil Ionovič Kviring, politico sovietico (n. 1888)
- 26 novembre - Heinz Neumann, politico e giornalista tedesco (n. 1902)
- 26 novembre - Peljidiin Genden, politico mongolo (n. 1895)
- 26 novembre - Ottilie Roederstein, pittrice svizzera (n. 1859)
- 26 novembre - Silvestras Žukauskas, generale lituano (n. 1860)
- 27 novembre - Yeghishe Charents, poeta e scrittore armeno (n. 1897)
- 27 novembre - Felix Hamrin, politico svedese (n. 1875)
- 27 novembre - Gerard Krekelberg, insegnante e compositore olandese (n. 1864)
- 27 novembre - Luigi Manusardi, militare italiano (n. 1891)
- 27 novembre - Daniil Egorovič Sulimov, politico sovietico (n. 1890)
- 28 novembre - Rose Cohen, giornalista inglese (n. 1894)
- 28 novembre - Magnús Guðmundsson, politico islandese (n. 1879)
- 28 novembre - Gyula Pikler, filosofo ungherese (n. 1864)
- 29 novembre - Vincenzo Baccalà, antifascista italiano (n. 1893)
- 29 novembre - David Samojlovič Mar'jan, regista cinematografico sovietico (n. 1892)
- 30 novembre - Alessandro Vivenza, agronomo italiano (n. 1869)

## Dicembre(76)
- 1º dicembre - Thubten Chökyi Nyima, monaco buddhista tibetano (n. 1883)
- 1º dicembre - Nicolò De Carli, militare e politico italiano (n. 1894)
- 1º dicembre - Ayatollah Modarres, politico e religioso iraniano
- 1º dicembre - Rao Guohua, generale cinese (n. 1894)
- 2 dicembre - Josep Comas i Solà, astronomo spagnolo (n. 1868)
- 2 dicembre - René Doumic, critico letterario francese (n. 1860)
- 2 dicembre - Raoul Ponchon, poeta e giornalista francese (n. 1848)
- 3 dicembre - Ida Dalser, italiana (n. 1880)
- 3 dicembre - Henri Delacroix, psicologo e filosofo francese (n. 1873)
- 3 dicembre - Attila József, poeta ungherese (n. 1905)
- 3 dicembre - Werner Körte, chirurgo tedesco (n. 1853)
- 4 dicembre - Rodolfo Falvo, musicista italiano (n. 1873)
- 4 dicembre - Ralph Lewis, attore statunitense (n. 1872)
- 4 dicembre - Erich Lexer, chirurgo tedesco (n. 1867)
- 4 dicembre - Achille Schelstraete, calciatore belga (n. 1897)
- 5 dicembre - Francesco Crucioli, militare italiano (n. 1908)
- 6 dicembre - Francis Cadell, pittore scozzese (n. 1883)
- 6 dicembre - Sergej Vasilievič Maljutin, pittore, grafico e architetto russo (n. 1859)
- 7 dicembre - Pietro Grosso, militare italiano (n. 1893)
- 7 dicembre - Alfredo Viviani, calciatore, dirigente sportivo e scrittore italiano (n. 1889)
- 8 dicembre - Pavel Aleksandrovič Florenskij, filosofo, matematico e presbitero russo (n. 1882)
- 8 dicembre - Viktor Tietz, scacchista cecoslovacco (n. 1859)
- 9 dicembre - Nils Gustaf Dalén, fisico svedese (n. 1869)
- 10 dicembre - Vittorio Barberis, militare e aviatore italiano (n. 1915)
- 10 dicembre - Robert Bolder, attore britannico (n. 1859)
- 10 dicembre - Elvira de Gresti, scrittrice, pianista e compositrice italiana (n. 1846)
- 10 dicembre - Francesco Matarazzo, imprenditore italiano (n. 1854)
- 10 dicembre - Rosa Valetti, attrice e cabarettista tedesca (n. 1876)
- 11 dicembre - Gaja Gaj, generale sovietico (n. 1887)
- 11 dicembre - Sofija Nalepins'ka-Bojčuk, artista ucraina (n. 1884)
- 12 dicembre - Alfred Abel, attore e regista tedesco (n. 1879)
- 12 dicembre - Karol Anton Medvecký, presbitero, etnografo e museologo slovacco (n. 1875)
- 13 dicembre - Pietro Kojunian, arcivescovo cattolico armeno (n. 1857)
- 13 dicembre - Virgílio Maurício, pittore, scrittore e critico d'arte brasiliano (n. 1892)
- 13 dicembre - Sandro Sandri, giornalista e scrittore italiano (n. 1895)
- 14 dicembre - Charles Clapper, lottatore statunitense (n. 1875)
- 14 dicembre - Edward Gleichen, generale inglese (n. 1863)
- 14 dicembre - Ekaterina Ottovna Vazem, ballerina russa (n. 1848)
- 15 dicembre - Reginald Macaulay, calciatore inglese (n. 1858)
- 15 dicembre - John Smith, calciatore, rugbista a 15 e medico britannico (n. 1855)
- 16 dicembre - Pranciškus Budrys, presbitero lituano (n. 1882)
- 16 dicembre - Theodore Cole, criminale statunitense (n. 1893)
- 16 dicembre - Giuseppe Doria, calciatore italiano (n. 1895)
- 16 dicembre - George Nuttall, biologo britannico (n. 1862)
- 16 dicembre - Glyn Philpot, pittore britannico (n. 1884)
- 17 dicembre - Lionello Hierschel de Minerbi, calciatore, tennista e politico italiano (n. 1873)
- 18 dicembre - José de Figueiredo, storico e critico d'arte portoghese (n. 1871)
- 18 dicembre - Chris Jones, pallanuotista britannico (n. 1884)
- 19 dicembre - Dmitrij Savel'evič Šuvaev, generale e politico russo (n. 1854)
- 20 dicembre - Albert Simon Cahen, schermidore francese (n. 1877)
- 20 dicembre - Erich Ludendorff, generale tedesco (n. 1865)
- 20 dicembre - Giuseppe Renzi, militare italiano (n. 1897)
- 21 dicembre - Pierre Collings, sceneggiatore statunitense (n. 1900)
- 21 dicembre - Ted Healy, attore statunitense (n. 1896)
- 21 dicembre - Frank Kellogg, politico e diplomatico statunitense (n. 1856)
- 21 dicembre - Constance Pascal, psichiatra rumena (n. 1877)
- 21 dicembre - Augustin Roy, missionario e vescovo cattolico francese (n. 1863)
- 21 dicembre - Tukojirao III, principe indiano (n. 1888)
- 22 dicembre - Violet Lindsay, artista inglese (n. 1856)
- 22 dicembre - Arthur Thost, medico tedesco (n. 1854)
- 23 dicembre - Muriel Foster, contralto inglese (n. 1877)
- 24 dicembre - Vivian Forbes, pittore inglese (n. 1891)
- 24 dicembre - Attilio Vergerio, matematico italiano (n. 1877)
- 25 dicembre - Newton Diehl Baker, politico statunitense (n. 1871)
- 25 dicembre - Xiong Xiling, filantropo e politico cinese (n. 1870)
- 26 dicembre - Georg Gronau, storico dell'arte tedesco (n. 1868)
- 26 dicembre - Ivor Gurney, compositore e poeta britannico (n. 1890)
- 27 dicembre - Angelo Treves, traduttore italiano (n. 1873)
- 28 dicembre - Antonio Fiammazzo, filologo e insegnante italiano (n. 1851)
- 28 dicembre - Maurice Ravel, compositore, pianista e direttore d'orchestra francese (n. 1875)
- 28 dicembre - Alessandro Tandura, militare italiano (n. 1893)
- 29 dicembre - Luigia Cerale, danzatrice italiana (n. 1859)
- 29 dicembre - John T. Dillon, attore statunitense (n. 1876)
- 30 dicembre - Philip Bach, calciatore inglese (n. 1872)
- 31 dicembre - Ernesto De Curtis, compositore italiano (n. 1875)
- 31 dicembre - Louis Franck, politico e avvocato belga (n. 1868)

## Senza giorno specificato(80)
- Vittorio Aducco, fisiologo italiano (n. 1860)
- Ahmed İzzet Pascià, politico e generale turco (n. 1864)
- Mostafa Saadeq Al-Rafe'ie, poeta egiziano (n. 1880)
- Adele Alfieri di Sostegno, filantropa italiana (n. 1857)
- Jim Allen, calciatore nordirlandese (n. 1859)
- Henry Edward Armstrong, chimico inglese (n. 1848)
- Juan Artola, calciatore spagnolo (n. 1885)
- Henri Bergé, disegnatore e illustratore francese (n. 1870)
- George Buckley, esploratore neozelandese (n. 1866)
- Giuseppe Campanini, latinista italiano (n. 1864)
- Cyrus Richard Crosby, entomologo e aracnologo statunitense (n. 1879)
- Bartolomeo D'Albertis, imprenditore italiano (n. 1840)
- Josep Dalmau i Rafel, mercante d'arte spagnolo (n. 1867)
- Michele De Noto, linguista, glottologo e drammaturgo italiano (n. 1864)
- Esther Boise Van Deman, archeologa statunitense (n. 1862)
- Johnston Forbes-Robertson, attore teatrale inglese (n. 1853)
- Albert Gallois, esperantista francese (n. 1853)
- Moritz Geiger, filosofo tedesco (n. 1880)
- Michail Gerasimov, poeta russo (n. 1889)
- Adolf Gärtner, regista tedesco (n. 1867)
- Bert Haldane, regista inglese (n. 1871)
- Frank Hyde, pittore inglese (n. 1849)
- Frederic Eugene Ives, fisico statunitense (n. 1865)
- Jim Jackson, cantante e chitarrista statunitense (n. 1890)
- Hans Christian Jacobaeus, medico svedese (n. 1879)
- Hermann Jacobi, orientalista tedesco (n. 1850)
- John Lordan, maratoneta statunitense (n. 1876)
- Jordan Jovkov, scrittore bulgaro (n. 1880)
- George Karsten, botanico tedesco (n. 1863)
- André Kauffer, orafo francese (n. 1867)
- Yabu Kentsū, maestro di karate giapponese (n. 1866)
- Nikolaj Alekseevič Kljuev, poeta russo (n. 1885)
- Henri Lammens, orientalista, arabista e islamista belga (n. 1862)
- Jean Laronze, pittore francese (n. 1852)
- Nikolaj Legat, danzatore russo (n. 1869)
- Franco Leoni, compositore italiano (n. 1864)
- Wallace Martin Lindsay, filologo classico, latinista e paleografo britannico (n. 1858)
- Paul Lizandier, mezzofondista francese (n. 1884)
- Ermenegildo Luppi, scultore italiano (n. 1877)
- Magno Magni, imprenditore italiano (n. 1854)
- Dante Majeroni, attore e tenore italiano (n. 1869)
- Magaza Masanči, militare, rivoluzionario e politico russo (n. 1886)
- Ernesto Montalban, politico e nobile italiano (n. 1882)
- Attilio Mori, geografo italiano (n. 1865)
- Frank Moser, regista e illustratore statunitense (n. 1886)
- Atrpet, scrittore armeno (n. 1860)
- Peter Müllritter, alpinista, fotografo e regista austriaco (n. 1906)
- Edoardo Negri de Salvi, militare e politico italiano (n. 1847)
- Viktor Ivanovič Nesmelov, teologo e filosofo russo (n. 1863)
- Arthur Newberry Choyce, militare e poeta britannico (n. 1893)
- Kazimierz Nowak, fotografo polacco (n. 1897)
- Michail Ochitovič, sociologo, economista e architetto sovietico (n. 1896)
- Emanuello Pannocchieschi d'Elci, politico italiano (n. 1875)
- Kölemen Abdullah Pascià, generale ottomano (n. 1846)
- Arthur George Perkin, chimico britannico (n. 1861)
- Irene Pigatti, alpinista italiana (n. 1859)
- Giovanni Pizzetti, politico e avvocato italiano (n. 1860)
- Frederick Pollock, giurista e storico inglese (n. 1845)
- Giuseppe Rachel, compositore, direttore di banda e flautista italiano (n. 1858)
- Gustavo Rodella, incisore italiano (n. 1891)
- Isaak Rubin, economista russo (n. 1886)
- Tancredi Scarpelli, illustratore e disegnatore italiano (n. 1866)
- Vera Schmidt, educatrice russa (n. 1889)
- Maria Fortunata Scola Camerini, scultrice italiana (n. 1864)
- Movses Silikyan, generale armeno (n. 1862)
- Richard Smith, regista, sceneggiatore e attore cinematografico statunitense (n. 1886)
- Herbert Weir Smyth, letterato statunitense (n. 1857)
- Angelo Sraffa, giurista e economista italiano (n. 1865)
- Mario Todeschini, politico, avvocato e giornalista italiano (n. 1863)
- George Topîrceanu, scrittore e poeta rumeno (n. 1886)
- Giuseppe Uva, pittore italiano (n. 1874)
- Pasquale Vena, imprenditore italiano (n. 1871)
- Douglas Vickers, imprenditore e politico inglese (n. 1861)
- Francis Vielé-Griffin, poeta francese
- Nils Collett Vogt, scrittore norvegese (n. 1864)
- Asim Vokshi, ufficiale e politico albanese (n. 1909)
- Raymond Wattine, calciatore francese (n. 1895)
- Wilhelm Weinberg, medico tedesco (n. 1862)
- Tieste Wilmant, baritono italiano (n. 1859)
- Erich Ziemer, politico tedesco (n. 1906)